# Entedon cavicornis
Entedon cavicornis är en stekelart som beskrevs av Julius Theodor Christian Ratzeburg 1852. Entedon cavicornis ingår i släktet Entedon och familjen finglanssteklar.
Artens utbredningsområde är:
- Tyskland.
- Italien.

Inga underarter finns listade i Catalogue of Life.